# Issa Bagayogo
Issa Bagayogo est un musicien malien né en 1961 à Korin, à 65 km de Bougouni (Mali), et mort le 9 octobre 2016. Sa musique prend ses sources dans la musique malienne traditionnelle, la pop, le rock, le funk et la musique électronique. On le compare parfois à d'autres pointures de la musique malienne comme Ali Farka Touré et Toumani Diabaté.Il joue du kamélé n'goni.

## Biographie
En 1991, il sort sa première cassette enregistrée par Mali K7. Malgré le peu de succès, il enregistre une deuxième cassette en 1993 qui connaît aussi un faible succès. Il devient chauffeur de minibus à Bamako.
Sous l’impulsion de Yves Wernert, directeur artistique de Mali K7, il produit un album Sya qui allie musique traditionnelle du kamélé n'goni au rythme techno. Cette cassette connaît un franc succès. On le surnomme désormais Techno Issa.
Issa Bagayogo participe en 2000 au Festival Africolor qui se déroule en Seine-Saint-Denis (France) qui lui permet de se faire connaître. Un contrat entre Mali K7 et le label américain Six degrees records est signé.
Son second album intitulé Timbuktu sort en février 2002. Dans cet album, l'artiste aborde différents thèmes tels que la tolérance et la toxicomanie chez les jeunes. Deux ans plus tard, nait Tassoumakan, qui signifie la voix du feu.
Son dernier album Mali Koura sort en 2008. En 2009 et 2010, il effectue sa dernière tournée internationale.
Il décède le 9 octobre 2016. Il est enterré à Korin dans le cercle de Bougouni.

## Discographie
- 1999: Sya
- 2002: Timbuktu
- 2004: Tassoumakan
- 2008: Mali Koura

Ses morceaux ont composé la bande originale des films The Hot Chick, Lord of War, et Fair Game.